# Edwin V. Dodge
Edwin Vernon Dodge (* 1944 in Cardinal, Ontario) ist ein kanadischer Eisenbahn-Manager. Er war der letzte Präsident und Chief Executive Officer der Soo Line Railroad.

## Leben
Der Sohn von Frank and Gladys Dodge besuchte die Trinity College School in Port Hope in Ontario. An der McGill University Montreal erlangte er 1967 den Abschluss als Bachelor of Engineering und an der University of Western Ontario den Abschluss als Master of Business Administration. Ab 1969 begann er für die Canadian Pacific Railway zu arbeiten. 1973 war er Regional Marketing Director in Vancouver.
Später war er Vizepräsident für Marketing und Sales und Leitender Vizepräsident bei der CP-Rail-Abteilung Heavy Haul Systems. Diese war für die Transporte, die nicht den Containerverkehr betrafen, also vor allem Getreide, Düngemittel, Chemikalien und Flüssigkeiten, verantwortlich.
Mit der vollständigen Übernahme der Soo Line Railroad wurde Ed Dodge im Mai 1989 zusätzlich zum Präsidenten und CEO dieser Bahngesellschaft und der Holding Soo Line Corporation ernannt.
1995 wurde er Leitender Vizepräsident für den operativen Betrieb. Anfang Juni 2001 wurde er zum Chief Operating Officer ernannt und war damit im Vorstand für den operativen Geschäftsbetrieb verantwortlich. Im März 2004 ging er in den Ruhestand. Da inzwischen die Soo Line Railroad vollständig in den Betriebsablauf integriert war und nur noch auf dem Papier existierte, wurde die Position des Präsidenten und CEO nicht wieder vergeben.
1973 heiratete er Rita Mary Dobbin.